# باول إتش فوستر
باول إتش فوستر (بالإنجليزية: Paul H. Foster)‏ هو عسكري أمريكي، ولد في 17 أبريل 1939 في سان ماتيو في الولايات المتحدة، وتوفي في 14 أكتوبر 1967 في Con Thien ‏.